# Tuczno Krajeńskie
Tuczno Krajeńskie – przystanek kolejowy, a dawniej stacja kolejowa w Tucznie w województwie zachodniopomorskim, w Polsce. Przystanek położony jest w północnej części miasta, w odległości 3 km od centrum.

## Ruch pasażerski
| Rok  | Wymiana pasażerska na dobę |
| ---- | -------------------------- |
| 2017 | 50-99                      |
| 2022 | 50-99                      |